# الانتخابات البرلمانية في جنوب اليمن 1986
أجريت الانتخابات البرلمانية في جمهورية اليمن الديمقراطية الشعبية بين 28 و30 أكتوبر 1986، وكان من المقرر إجراؤها في الأصل عام 1983، ولكن تم تأجيلها لاحقًا. وتنافس اجمالى 181 مرشحا على 111 مقعدا. على الرغم من أن البلاد كانت دولة ذات حزب واحد في ذلك الوقت، وكان الحزب الاشتراكي اليمني هو الحزب القانوني الوحيد، إلا أن المستقلين كانوا أيضًا قادرين على الترشح.
وكانت النتيجة انتصار الحزب الاشتراكي الذي حصل على 71 مقعدا. بلغت نسبة إقبال الناخبين 88.78٪.

## النظام الانتخابي
تم انتخاب أعضاء البرلمان البالغ عددهم 111 بأغلبية في ثمانين دائرة انتخابية، مع حصول الناخبين على نفس عدد الأصوات مثل عدد المقاعد المتاحة في دائرتهم الانتخابية.

## النتائج
| الحزب                           | الحزب                           | الأصوات | %     | المقاعد | +/– |
| ------------------------------- | ------------------------------- | ------- | ----- | ------- | --- |
|                                 | الحزب الاشتراكي اليمني          |         |       | 71      | –40 |
|                                 | المستقلين                       |         |       | 40      | +40 |
| المجموع                         | المجموع                         |         |       | 111     | 0   |
|                                 |                                 |         |       |         |     |
| مجموع الأصوات                   | مجموع الأصوات                   | 725٬568 | –     |         |     |
| الناخبين المسجلين ومعدل الإقبال | الناخبين المسجلين ومعدل الإقبال | 817٬253 | 88.78 |         |     |
| المصدر: IPU                     |                                 |         |       |         |     |